# Russellville (Kentucky)
Russellville é uma cidade localizada no estado americano de Kentucky, no Condado de Logan.

## Demografia
Segundo o censo americano de 2000, a sua população era de 7149 habitantes.
Em 2006, foi estimada uma população de 7331, um aumento de 182 (2.5%).

## Geografia
De acordo com o United States Census Bureau tem uma área de
27,5 km², dos quais 27,5 km² cobertos por terra e 0,0 km² cobertos por água. Russellville localiza-se a aproximadamente 187 m acima do nível do mar.

## Localidades na vizinhança
O diagrama seguinte representa as localidades num raio de 24 km ao redor de Russellville.